# 下茄苳泰安宮

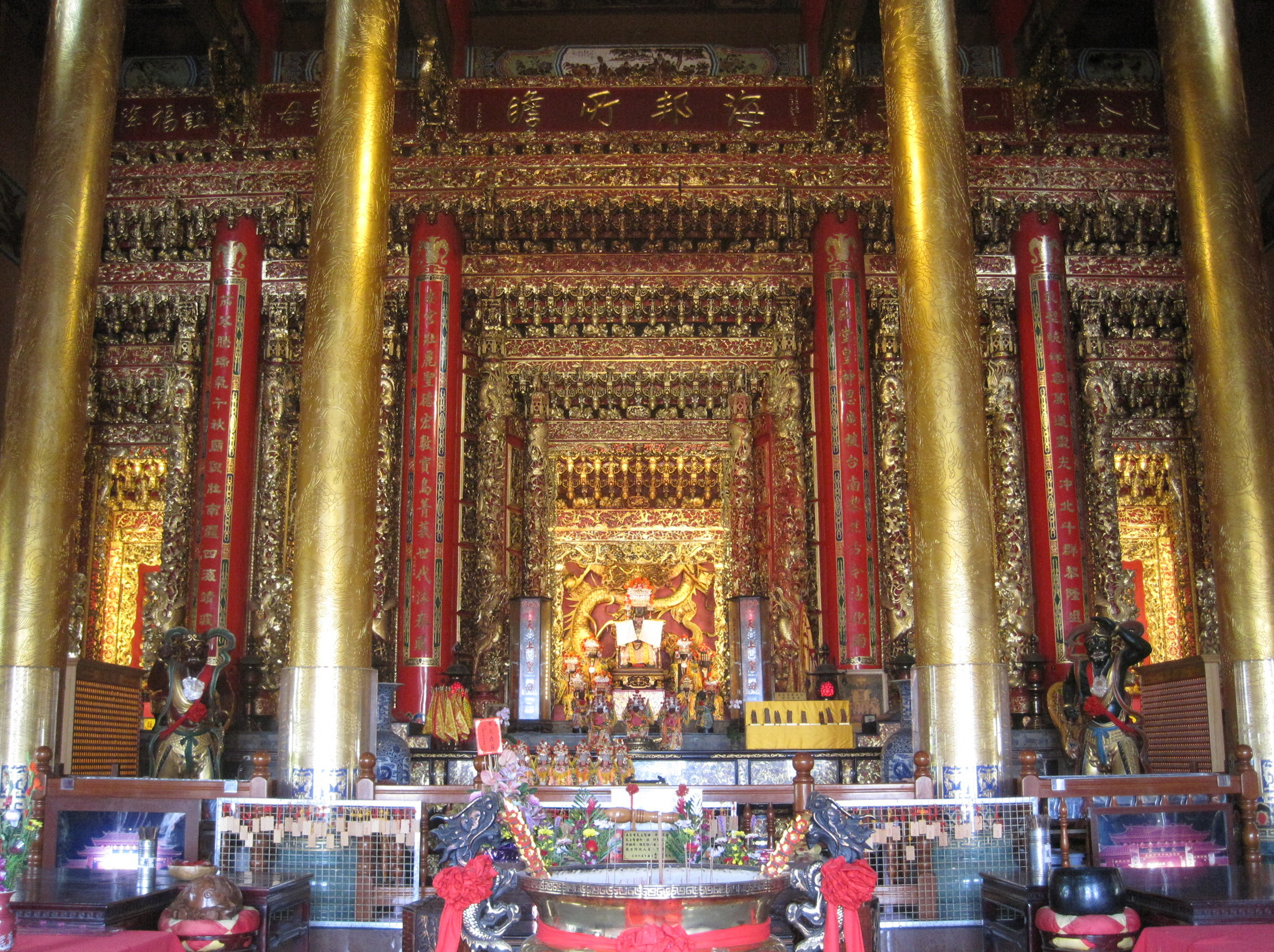
正殿

下茄苳泰安宮位於臺灣臺南市後壁區嘉苳里，是主祀天上聖母的媽祖廟。該廟是下茄苳南、北堡三十六庄的公廟，主神又稱為「茄苳媽」。下茄苳一帶在康熙末年在地圖上已記有「下加冬街」的地名，過去又以泰安宮前一帶最為熱鬧。
祭祀圈境內聚落有神明誕辰等活動時，會請泰安宮媽祖前去看戲或遶境，個人信徒也會因事請神。

## 沿革

### 建廟傳說
根據廟方沿革，在1659年有個來臺經商的商人，隨身攜帶一尊從湄洲迎來的「七寶銅聖母」神像。在路經下茄苳時，將放著神像的包袱置於一古井上，結果卻拿不起來。請示神明之後，才知道媽祖相中當地「黃涼傘」的地理、決定待在這裡保佑人民，於是當地居民乃搭草堂奉祀。康熙廿三年（1684年），山仔腳陳立勳獻地，下茄苳富紳韓高陽之祖先倡議建廟，而後在乾隆卅四年（1769年）將原本的「七寶銅聖母」神像放入新雕的「大媽」神像內。
《臺南州祠廟名鑑》另有一說，是乾隆廿五年（1760年）有個旅客到此地用餐時，把一個湄州媽祖的紅布香火袋遺留在此地。之後居民將香火袋迎奉到土地公廟內，而後因屢顯神蹟，信徒日益增多。乾隆卅四年（1769年）境內三十六庄信眾雕刻二媽神像奉祀，而後乾隆四十四年（1779年）當地富豪韓高陽的祖先募款一千圓建廟。
臺南縣政府民政局《臺南縣的寺廟及神明》（1983年）、蔡相煇《媽祖信仰研究》（2006年）採用泰安宮建於乾隆年間的說法。

### 日後發展
道光二年（1822年）韓高陽捐2500圓拓建此廟。而由於泰安宮逐漸發展成附近聚落的信仰中心，發展出了三十六庄輪流作醮的制度，於同治十一年（1872年）立了〈泰安宮設醮輪流主事碑記〉。光緒二年，在泰安宮立了〈福建巡撫部院買補倉粱告示〉石碑。光緒九年（1883年），斗六都司吳志高捐款重修。
日治時期，下茄苳仕紳廖炭於明治卅九、四十年（1906、1907年）左右再次倡修。而由於廖炭在佛教界與齋教界頗有名望，泰安宮與同庄的旌忠廟變成臨濟宗妙心寺派的聯絡寺廟。此外廖炭也是發起三十六庄遶境活動者，但遶境活動後來因故停辦。而到皇民化運動時期，泰安宮神像與文史資料不是被扣押，便是被焚毀。
二次大戰後民國36年（1947年），阮謙、陳祥和黃添成等人發起重修泰安宮，同時增建兩側廂房。民國56年（1967年），管理人陳祥重新發起遶境活動，舉行三年後又停止。民國69年（1980年）當時的行政院長孫運璿與臺灣省主席林洋港到泰安宮參拜，在當地為一大盛事。民國73年（1984年）泰安宮重修，黃吉成立泰安宮重建委員會，次年成立管理委員會，黃吉被推選為首屆主任委員。此次重建工程在民國81年（1992年）舉行入火安座儀式，民國85年（1996年）慶成謝土。而在廟宇重建期間，管委會在民國76年（1987年）舉行「媽祖昇天千年紀念遶境」。另外民國75年（1986年）起，因陳豐昌捐款，以泰安宮名義舉辦「媽祖盃路跑」活動，共連續辦了七年。
民國82年（1993年），設立財團法人泰安旌忠文教公益基金會，也從這年起連續3年，泰安宮參加臺北國際燈會。民國91年（2002年），泰安宮將原本的遶境活動轉型成「茄苳媽文化節」，到民國102年（2013年）時參與者已達到59庄61廟。

## 奉祀神祇
- 主祀天上聖母（開基媽祖）及二至七媽、兩側偏殿各祀副尊天上聖母。
- 左邊偏殿奉祀伽藍尊王。
- 右邊偏殿奉祀註生娘娘。
- 案桌下奉祀黑虎大將軍。
- 前案桌奉祀中壇太子。
- 前左側龍邊祀千里眼將軍，右側虎邊祀順風耳將軍。
- 三樓太歲殿奉祀斗母元君及六十太歲神君（現以移至一樓左側）。

## 遶境
泰安宮的祭祀圈在清朝便已有三十六庄，但當時並未遶境，而是輪流建醮，輪流擔任主會、主壇、主普等。
遶境活動為日治時期廖炭所發起，但具體時間有二說。一說是明治卅九年（1906年）廖炭於農曆三月十一日到十四日（4月4日到7日）發起三十六庄「舉香」遶境，之後連辦三年。另一說是到了大正十五年（1926年）才首次發起遶境活動。
1926年的那次遶境含前夕共辦四天，遶境前一日要到急水溪上游的「雙合水口」請火，而後遶境香路分成「安溪寮路線」、「菁寮路線」、「白河路線」三條。但在連辦兩次之後，因為遭到日本官方禁止而停辦。
二次大戰後，1967年重新舉辦遶境，連續辦理3年。而當時參與的聚落除了因為時代演變外，與過去相比最明顯的變化便是因為泰安宮與上茄苳顯濟宮主事意見分歧、決裂，上茄苳退出香境轄域。而後在1987年、1992年、1995年、2000年、2003年、2009年等皆有辦過遶境，不定期舉行，大多時候依媽祖聖意決定是否舉辦。另外現今的遶境不再舉行刈水火的儀式，另外過去遶境範圍不大時，每晚媽祖鑾駕都會回泰安宮，現改為駐駕於其他宮廟。
1969年前遶境採徒步形式，此後改為車巡。2019年經由廟方擲筊請示決定回復徒步形式，於2020年11月進行。此次遶境共6天，里程數約一百卅八公里，中途於八掌二橋（後壁區及嘉義縣鹿草鄉交界處）進行入境儀式，由台南市長黃偉哲交棒給嘉義縣長翁章梁，參與者包含台南市議長郭信良、嘉義縣議員林緗亭、後壁區長翁振祥、鹿草鄉長楊秀玉、水上鄉長劉敬祥、鹿草鄉民代表會主席施坤霖等。

### 參與庄社
過去曾有六角頭（後廍庄、三角庄、二崁、崁頂、十姓角、雙寬寮）負責抬媽祖轎，但隨著時代演變，負責大媽轎班者現為四角頭（後廍、崁頂、菁豐、三角仔）。以下為2009年時參與遶境的59庄社廟宇：
| 庄名     | 寺廟           | 行政區            | 備註 |
| -------- | -------------- | ----------------- | ---- |
| 竹仔腳   | 聖玄宮         | 後壁區            |      |
| 頂土溝   | 天三宮         | 後壁區            |      |
| 下土溝   | 代天府         | 後壁區            |      |
| 漯仔     | 慧禪宮         | 後壁區            |      |
| 無竹圍厝 | 觀音佛祖       | 後壁區            |      |
| 本協     | 朝天宮         | 後壁區            |      |
| 烏林農場 | 元齊宮         | 後壁區            |      |
| 烏樹     | 代天府         | 後壁區            |      |
| 烏林     | 鎮武宮         | 後壁區            |      |
| 安溪寮   | 福安寺         | 後壁區            |      |
| 頂寮     | 上帝廟         | 後壁區            |      |
| 新港東   | 重興宮         | 後壁區            |      |
| 仕安     | 岳王宮         | 後壁區            |      |
| 新厝     | 和安宮         | 後壁區            |      |
| 竹圍後   | 昭安宮         | 後壁區            |      |
| 竹圍後   | 太安宮         | 後壁區            |      |
| 頂長     | 永安堂         | 後壁區            |      |
| 平安     | 鎮安堂         | 後壁區            |      |
| 魚寮     | 靈殿宮         | 後壁區            |      |
| 白沙屯   | 福安宮         | 後壁區            |      |
| 菁寮     | 德馨宮         | 後壁區            |      |
| 菁豐     | 仰安堂         | 後壁區            |      |
| 崁頂     | 勸善堂         | 後壁區            |      |
| 後廍     | 正心堂         | 後壁區            |      |
| 潭底湖   | 龍潭堂         | 後壁區            |      |
| 崩埤     | 聖安堂         | 後壁區            |      |
| 侯伯     | 三公府         | 後壁區            |      |
| 侯伯     | 三恩府         | 後壁區            |      |
| 大路墘   | 中壇太子       | 後壁區            |      |
| 後壁     | 三清府         | 後壁區            |      |
| 後壁     | 九天宮         | 後壁區            |      |
| 下茄苳   | 泰安宮、旌忠廟 | 後壁區            |      |
| 頂秀祐   | 舉人公廟       | 白河區            |      |
| 下秀祐   | 重興宮         | 白河區            |      |
| 新厝仔   | 武聖殿         | 白河區            |      |
| 永安里   | 永安宮         | 白河區            |      |
| 白河     | 福安宮         | 白河區            |      |
| 白河     | 湄洲宮         | 白河區            |      |
| 外角仔   | 三官寶殿       | 白河區            |      |
| 下角     | 臨水宮         | 白河區            |      |
| 庄內     | 福呂府         | 白河區            |      |
| 三間厝   | 全安宮         | 白河區            |      |
| 埤仔頭   | 仁安宮         | 白河區            |      |
| 大排竹   | 六順宮         | 白河區            |      |
| 下庄仔   | 女媧娘娘廟     | 白河區            |      |
| 卯舍     | 復興宮         | 新營區            |      |
| 土庫     | 土安宮         | 新營區            |      |
| 王公廟   | 同濟宮         | 新營區            |      |
| 後鎮     | 保安宮         | 新營區            |      |
| 許丑埤寮 | 伽藍廟         | 新營區            |      |
| 下寮仔   | 福安宮         | 東山區            |      |
| 頂窩     | 永威靈殿       | 東山區            |      |
| 三角仔   | 開天宮         | 鹿草鄉 （嘉義縣） |      |
| 山子腳   | 南陳宗祠       | 鹿草鄉 （嘉義縣） |      |
| 鹿東     | 泰安宮         | 鹿草鄉 （嘉義縣） |      |
| 海豐     | 明安宮         | 鹿草鄉 （嘉義縣） |      |
| 後寮     | 協天宮         | 水上鄉 （嘉義縣） |      |
| 龍德     | 龍德宮         | 水上鄉 （嘉義縣） |      |
| 外溪洲   | 溪安宮         | 水上鄉 （嘉義縣） |      |

### 破避官
泰安宮媽祖出巡遶境時，會有「破避官」前導。破避官與「報馬仔」同樣是遶境時的前導者，兩者差異據說是報馬仔造型較詼諧，破避官較為正式。破避官會穿黃衣白裙，手持馬鞭，腰間會綁上豬腳、韭菜、葫蘆（內裝天上聖母丹藥）。馬鞭是用來清除有形與無形的障礙，韭菜則取「久」的諧音，有祝福壽命長久之意。
而豬腳據說本來是作為破避官的糧食，在遶境結束後烹煮食用。但有一次廟方並未烹煮，後來發現生豬腳竟未腐敗，結果被當成聖物。廟方目前保有數個豬腳，最久的據說是1960年代遶境時所留下。這些豬腳還有驅邪、收驚的功效，但要經媽祖三聖筊同意後才能使用。

## 外部連結
- 卅六庄下茄苳泰安宮旌忠廟與五十九庄頭的Facebook專頁